# Открытый университет Казахстана
Открытый университет Казахстана — казахстанский некоммерческий проект, занимающийся созданием учебных материалов в формате открытых онлайн-курсов, а также съёмкой и размещением видеолекций. Оператором проекта является Общественный Фонд Национальное бюро переводов,.

## История
Проект был создан Общественным Фондом WikiBilim весной 2017 года при поддержки телекоммуникационного оператора Kcell. Изначально проект был ориентирован на создание онлайн-курсов по техническим дисциплинам, таким как математика, программирование, робототехника. В первый год работы проекта онлайн-курсы прошли более 1000 человек.
12 апреля 2018 года прошла презентация платформы открытого университета Президенту Республики Казахстан Н. А. Назарбаеву. По итогам встречи Президент поручил всем университетам принять онлайн-курсы в учебный процесс.
В 2018 году были созданы онлайн-курсы по мотивам учебников переведенным в рамках проекта «Новое гуманитарное знание. 100 учебников на казахском языке».
Первыми, кто поддержал проекты были Академик Аскар Джумальдильдаев, университеты партнеры: Казахстанско-Британский технический университет, Казахский национальный технический исследовательский университет имени К.Сатпаева, Алматинский университет менеджмента и другие.

## Курсы
- Язык как инстинкт (по книги Стивена Пинкера),
- Теория литературы
- История языков
- Новейшая история западной философии. Начало современной философии, курс читате Олег Борецкий
- История Бога: 4000 лет исканий в иудаизме, христианстве и исламе (по книге К.Армстронг), курс читает культуролог Зира Наурызбаева
- История искусства (по книге Эрнста Гомбриха), курс читает культуролог Ольга Батурина
- Семиосфера, по книге Юрия Лотмана, курс читает Жулдубаева Ажар
- 25 ключевых книг по философии, по книге франзцусского философа Реми Хесса
- Краткая история философии: от Сократа до Дерриды

## Партнеры
Партнерами проекта выступили все ведущие вузы Республики Казахстан. Также Открытый университет (The Open University) выступил академическим консультантам проекта. 

## Проект 100 новых учебников
Первый Президент Республики Казахстан –  Нурсултан Назарбаев в своей статье «Взгляд в будущее: Модернизация общественного сознания» отметил, что Казахстану необходимы люди гуманитарного профиля, хорошо понимающие современность и будущее. В этой связи, он поручил создать все необходимые условия для получения студентами образования, соответствующего требованиям времени в области истории и политологии, социологии и философии, психологии, педагогики, экономики, культурологии, а также филологических наук. В рамках проекта на казахский язык переводятся учебники университетов мира по всем гуманитарным специальностям. Проект является частью программы «Рухани жаңғыру» и реализуется при поддержке Национальной комиссии по реализации указанной программы.